# Luke Chambers
Luke Chambers (Kettering, 28 settembre 1985) è un ex calciatore inglese, di ruolo difensore.